# Чуриловка (Рязанская область)
Чуриловка — село в Ухоловском районе Рязанской области России, входит в состав Смолеевского сельского поселения.

## Географическое положение
Село расположено в 11 км на северо-запад от центра поселения села Смолеевка и в 12 км на юго-запад от райцентра Ухолово.

## История
В качестве села с церковью Великого Чудотворца Николая Чуриловка упоминается в окладных книгах 1676 года. В 1793 году построена была новая деревянная Николаевская церковь. 
В XIX — начале XX века село входило в состав Еголдаевской волости Ряжского уезда Рязанской губернии. В 1906 году в селе было 133 двора.
С 1929 года село являлось центром Чуриловского сельсовета Ухоловского района Рязанского округа Московской области, с 1937 года — в составе Рязанской области, с 2005 года — в составе Смолеевского сельского поселения.

## Население
| 1859 | 1897 | 1906 | 2010 |
| ---- | ---- | ---- | ---- |
| 912  | ↘771 | ↗829 | ↘98  |